# Elizabeth Henstridge
Elizabeth Frances Henstridge (nascuda l'11 de setembre de 1987) és una actriu anglesa principalment coneguda pel seu paper com a Agent Jemma Simmons a la sèrie d'ABC Marvel's Agents of SHIELD (2013-2020), inclosa al Marvel Cinematic Universe.

## Primers anys de vida
Henstridge va néixer a Sheffield, Anglaterra, assistint a la Meadowhead School i la King Edward VII School. Es va graduar a la Universitat de Birmingham. Va estudiar a East 15 Acting School i després es va traslladar a Los Angeles.

## Carrera

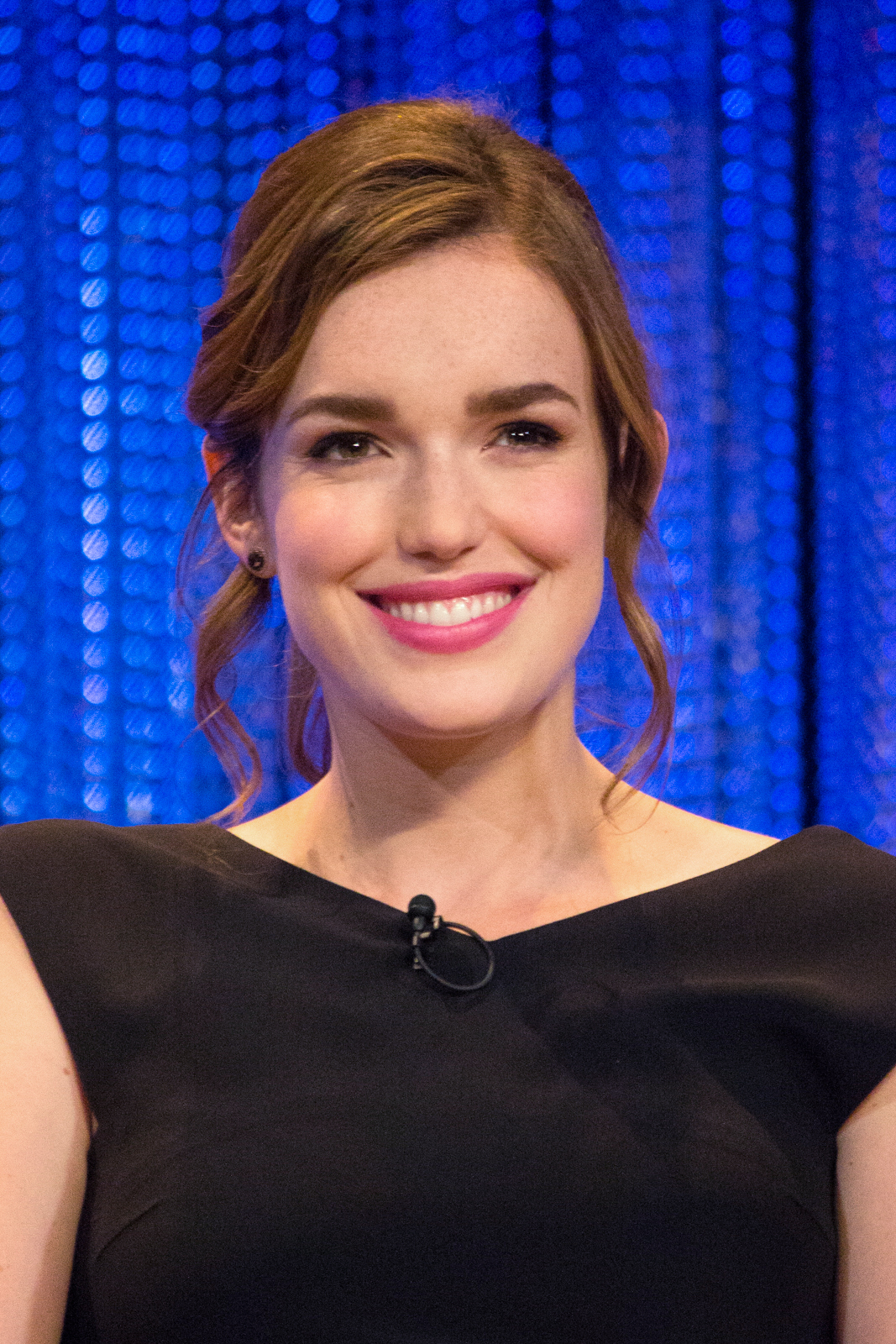
A la PaleyFest el 2014.

A la televisió britànica, va aparèixer a la telenovel·la Hollyoaks com a Emily Alexander el 2011. Va ser escollida protagonista el 2012 a l'episodi pilot Shelter de The CW, i per co-protagonitzar els llargmetratges The Thompsons, Gangs of Tooting Broadway, i Reach Me. Al novembre de 2012, va ser escollida pel paper d'Agent Jemma Simmons, un personatge habitual de la sèrie, en l'episodi pilot de la sèrie d'ABC Marvel's Agents of SHIELD. La sèrie va ser ordenada el 10 de maig de 2013 i es va estrenar a ABC el 24 de setembre de 2013.
El 2015, Henstridge va protagonitzar "4.722 Hores", el cinquè episodi de la tercera temporada d' Agents de SHIELD. En contrast amb la naturalesa coral de la sèrie, aquest episodi no incou cap altre membre del repartiment principal, excepte Iain De Caestecker, i es va centrar al voltant del personatge interpretat per Henstridge. L'episodi va rebre una resposta crítica positiva, amb elogis a la naturalesa de l'episodi ampolla i a l'actuació de Henstridge. L'episodi va ser nomenat un dels millors episodis televisius del 2015 per The Atlantic.
El 2016, Henstridge va representar el paper de Jemma Simmons de forma animada en un episodi de Ultimate Spider-Man. Aquest mateix any, va ser escollida pel paper d'Abigail Folger a la pel·lícula de terror Wolves at the Door, basada lliurement en els assassinats de la famosa Família Manson. La pel·lícula es va estrenar directament a DVD als Estats Units el 18 d'abril de 2017.
Va protagonitzar la pel·lícula nadalenca Hallmark 2019 Christmas at the Plaza com a Jessica Cooper. El març de 2020, es va anunciar que havia estat escollida en un paper principal a la sèrie de suspens dramàtics d'Apple TV + Suspicion, al costat d'Uma Thurman.
A més d'això, Henstridge també ha protagonitzat el curtmetratge The Imperfect Picture com Anna, i ha fet més direcció. Un curtmetratge que va dirigir, Air, es va estrenar al circuit de festivals. El 2019, es va revelar que estava involucrada en una pel·lícula de superherois sense títol que protagonitzarà, dirigirà, escriurà i produirà.
El 2020, durant la Pandèmia per COVID-19, Henstridge va llançar el seu propi canal de YouTube on penja vídeos sobre Agents of S.H.I.E.L.D i diversos altres temes. La seva transmissió setmanal en directe de YouTube, Live with Lil, era un programa on cada setmana descomponia cada episodi d’Agents of Shield amb un convidat especial. També té un podcast setmanal per a cada episodi, així com la seva pròpia línia de marxandatge.
El 7 de desembre de 2021, es va anunciar que dirigiria un episodi de Superman & Lois de la CW, que s'emetrà el 2022.

## Vida personal

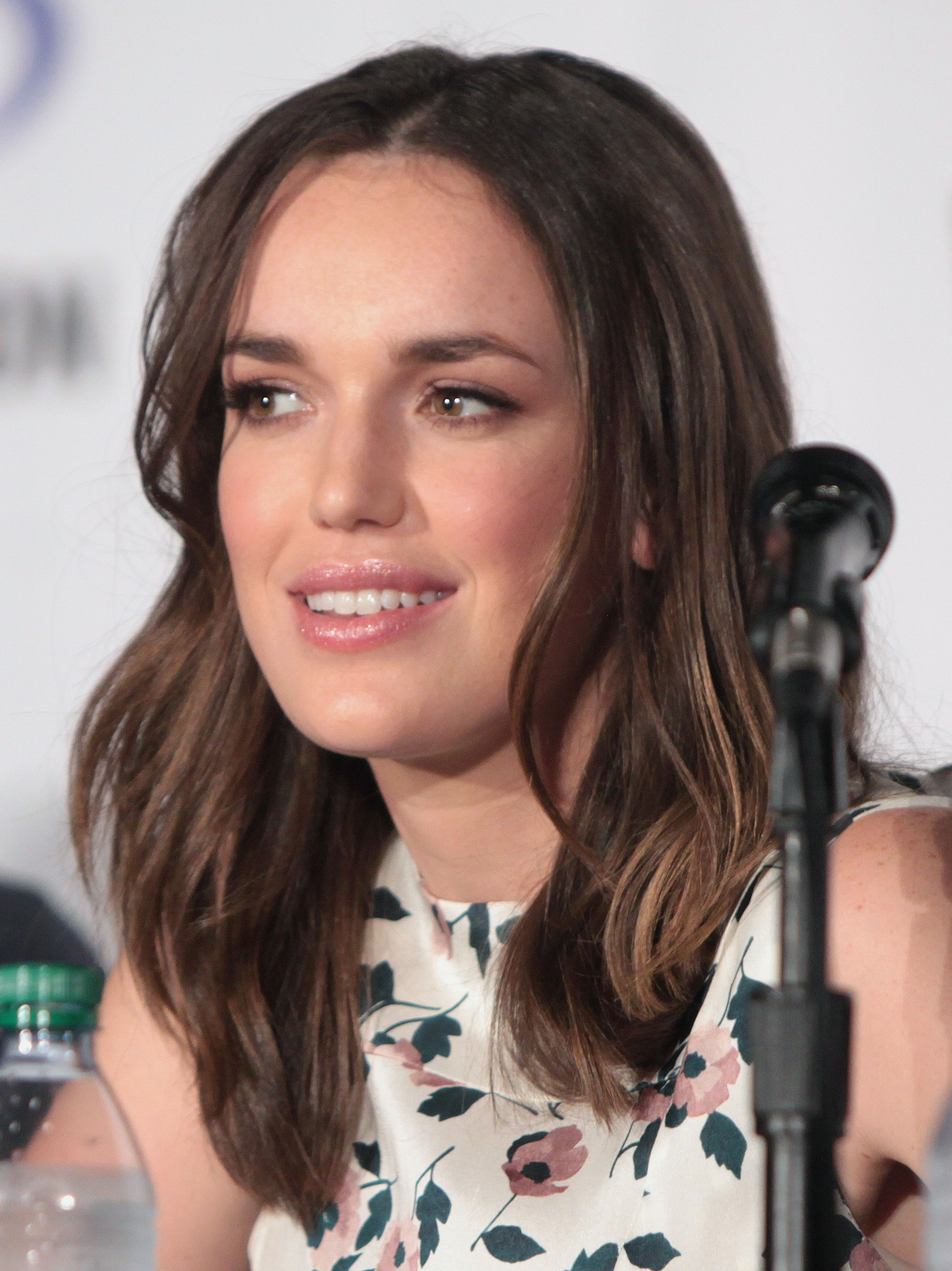
A la WonderCon 2016.

Henstridge està en una relació amb l'actor Zachary Abel. El 22 d'abril de 2019 va anunciar el seu compromís amb una publicació a Instagram. Es van casar a Anglaterra l'agost de 2021.
Té un gos que es diu Maggie i recolza Smile Train, una organització benèfica per corregir quirúrgicament el llavi leporí i fenedura palatina en infants.

## Filmografia

### Pel·lícula
| Any  | Títol                      | Paper          | Notes        |
| ---- | -------------------------- | -------------- | ------------ |
| 2010 | Easy Under the Apple Bough | Filla de pagès | Curtmetratge |
| 2011 | And the Kid                | Nena           | Curtmetratge |
| 2012 | The Thompsons              | Riley Stuart   |              |
| 2013 | Gangs of Tooting Broadway  | Kate           |              |
| 2013 | Delicacy                   | Verge          | Curtmetratge |
| 2014 | Reach Me                   | Eve            |              |
| 2016 | Wolves at the Door         | Abigail Folger |              |

### Televisió
| Any         | Títol                                 | Paper               | Notes                                   |
| ----------- | ------------------------------------- | ------------------- | --------------------------------------- |
| 2011        | Hollyoaks                             | Emily Alexander     | 2 episodis                              |
| 2012        | Shelter                               | Grace               | Pilot CW no emés                        |
| 2013 – 2020 | Agents de SHIELD                      | Jemma Simmons       | Repartiment principal 135 episodis      |
| 2014        | Film School Shorts                    | The Virgin          | 1 episodi: "Sugar & Spice"              |
| 2015, 2017  | Penn Zero: Part-Time Hero             | Princess (veu)      | 3 episodis                              |
| 2016        | Ultimate Spider-Man vs The Sinister 6 | Jemma Simmons (veu) | 1 episodi: "Lizards"                    |
| 2016        | Agents of SHIELD: Slingshot           | Jemma Simmons       | Web sèrie 1 episodi: "Progress"         |
| 2019        | Christmas at the Plaza                | Jessica             | Pel·lícula original Hallmark            |
| 2022        | Suspicion                             | Tara                | Pendent d'emisió; repartiment principal |
| 2022        | Superman & Lois                       | N/A                 | Directora; episodi: "Anti-Hero"         |

## Premis i nominacions
| Any  | Premi                             | Categoria                                                    | Treball                   | Resultat  |
| ---- | --------------------------------- | ------------------------------------------------------------ | ------------------------- | --------- |
| 2015 | Intèrpret de la setmana de TVLine | Actuació a "4.722 Hours"                                     | Marvel's Agents of SHIELD | Guanyador |
| 2017 | Intèrpret de la setmana de TVLine | Actuació a "Self Control" (compartit amb Iain De Caestecker) | Marvel's Agents of SHIELD | Nominat   |
| 2019 | Intèrpret de la setmana de TVLine | Actuació a "Inescapable" (compartit amb Iain De Caestecker)  | Marvel's Agents of SHIELD | Guanyador |
| 2020 | Intèrpret de la setmana de TVLine | Actuació a "The End Is at Hand"/"What We're Fighting For"    | Marvel's Agents of SHIELD | Guanyador |